# 미쓰비시 랜서 에볼루션

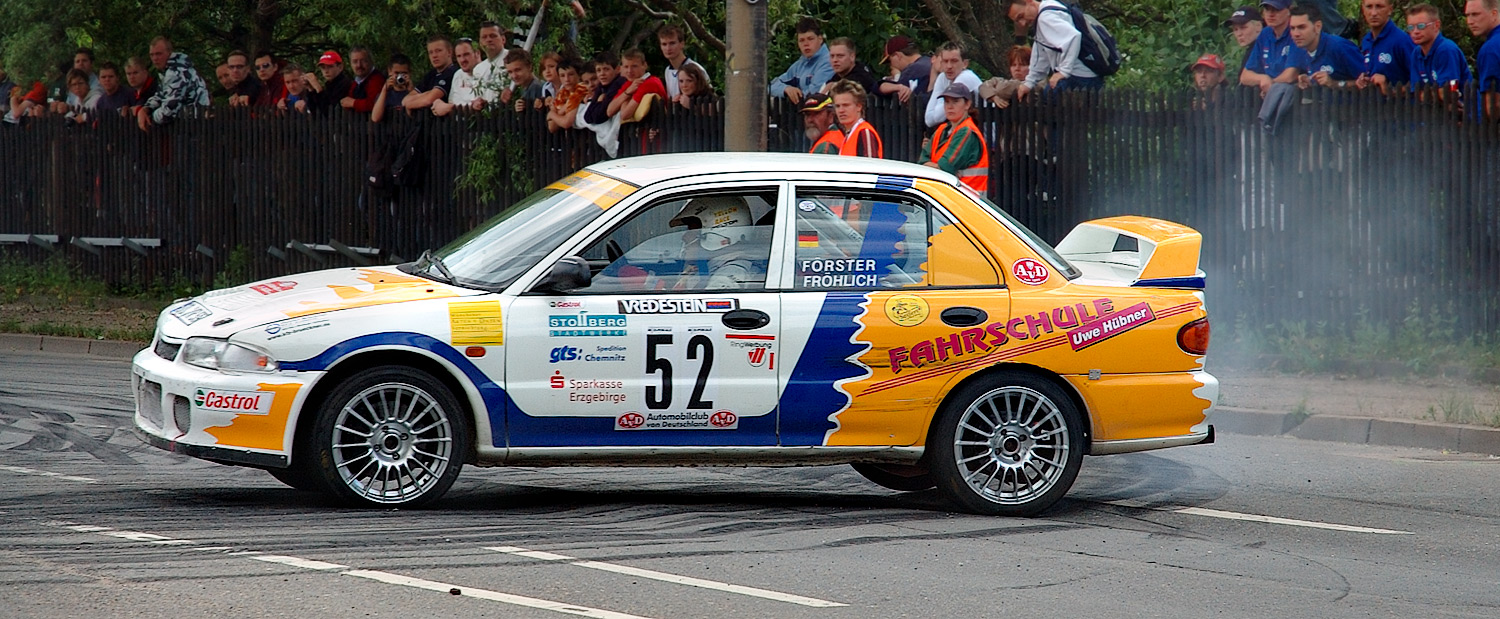
랜서 에볼루션

미쓰비시 랜서 에볼루션(Mitsubishi Lancer Evolution, 일본어: 三菱・ランサーエボリューション 미쓰비시 란사에보류숀[*])은 랜서 세단을 기반으로 하여 직렬 4기통 2.0리터 고출력 터보 엔진을 탑재한 4륜구동 스포츠 세단으로, 미쓰비시 자동차가 생산·판매하였다.
랜서 에볼루션은 크게 2가지 모델로 나뉘는데, 하나는 일반 도로를 달리기 위해 편의 장비를 늘린 GSR 모델이고 다른 하나는 자동차 경주용 RS 모델이다.(7기형 또는 왜건형에서는 5단 자동변속기가 장착된 GT-A 사양이 있으며, IX에서는 추가로 GT가 조금 저렴한 GSR로 라인업되어 있다.)
일본 현지에서는 보통 란에보(일본어: ランエボ), 또는 에보나 에보○(○자리에는 숫자가 들어가며, 읽을 때는 영문 숫자 방식으로 읽는다)로 불리고 있으며, 미쓰비시 일본 홈페이지는 란에보 홈페이지의 도메인 끄트머리에 "EVO"를 이용했다.
초기에는 WRC에 자주 참가했으나, 최근에는 슈퍼 내구 레이스나, 짐카나, PCWRC 등을 비롯한 다른 자동차 경주 분야에서 더 두각을 나타내고 있다. 또한 8기형부터 일본 내수 시장뿐만 아니라 세계 시장에 정식 판매되면서, 고급 승용차 부문이 상대적으로 취약한 미쓰비시의 대표적인 이미지 리딩 모델로서의 역할을 담당하여 왔다. 대한민국에는 마지막 세대 모델만 정식으로 판매했다.

## 일본 내수용 기준 모델 역사

### 랜서 에볼루션의 세대 구분
랜서 에볼루션은 많은 세대를 거쳤지만, 그 중에서도 섀시를 제공하는 미쓰비시 랜서의 개량에 따라 크게 3세대 정도를 기준으로 형식 변화가 일어나게 된다.
랜서 에볼루션 1기형부터 3기형, 이후 4기형부터 6기형. 다시 7기형부터 9기형까지를 각각 하나의 세대로 보고 있으며, 그 중에서도 대한민국에 들어오기 시작한 10기형은 최초로 4G63형 시리우스 엔진을 버리고 현대자동차의 세타 엔진 기반의 신형 엔진과 섀시를 채택하여 변화의 폭이 가장 크다.

### 랜서 에볼루션의 등급 구분
랜서 에볼루션은 등급 구분이 비교적 간단한 편으로, 크게 GSR과 RS로 나뉜다.
GSR은 편의장비와 전자장비가 기본적으로 탑재된 버전으로, 장거리 주행도 어느 정도 고려되어 있으며 에어컨이 달려있다. 일반적으로 랜서 에볼루션을 란에보라 부를 때는 GSR을 가리키는 경우가 많다. RS는 편의장비가 빠져 있으며, 전자장비도 옵션으로 빠져 있다. 심지어 에어컨의 경우 옵션 항목에서도 빠져 있다. 차체 도색도 흰색뿐이고 기본 휠은 스틸휠이 따라오는 무 옵션의 등급이다. 대신, 가벼운 패널 등을 채택해 GSR과 비교할 때 60킬로그램이 가벼워 자동차 경주를 위한 기본 차량으로 쓰인다.

### 랜서 에볼루션 I

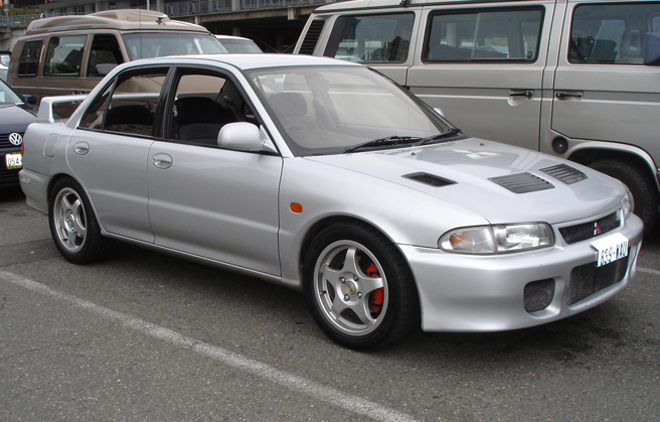
랜서 에볼루션 I

1992년 9월 발매. 형식명 E-CD9A.
갤랑 VR-4(Galant VR-4)에 사용되었던 2.0리터 4G63형 DOHC 터보 인터쿨러 엔진을 탑재하였으며, 10마력이 올라 250마력의 출력을 냈다.
랜서 에볼루션 I은 월드 랠리 챔피온십에 출천하기 위해 랜서에 갤랑 VR-4의 4G63 엔진을 올린 것으로 엔진 출력과 사양이 주목을 받았지만, 실제로는 코너링 성능이 나쁜 4륜구동의 특성이 그대로 드러난 모델이 되어 버렸다. 판매 대수는 2,500대 한정이었지만 인기가 좋아서 이틀 만에 모두 팔렸으며, 이후 2,500대가 추가로 생산되어 판매되었다. 차체 강성이 조금 더 좋은 중동지방용의 섀시를 기본으로 한 모델이었다.

### 랜서 에볼루션 II

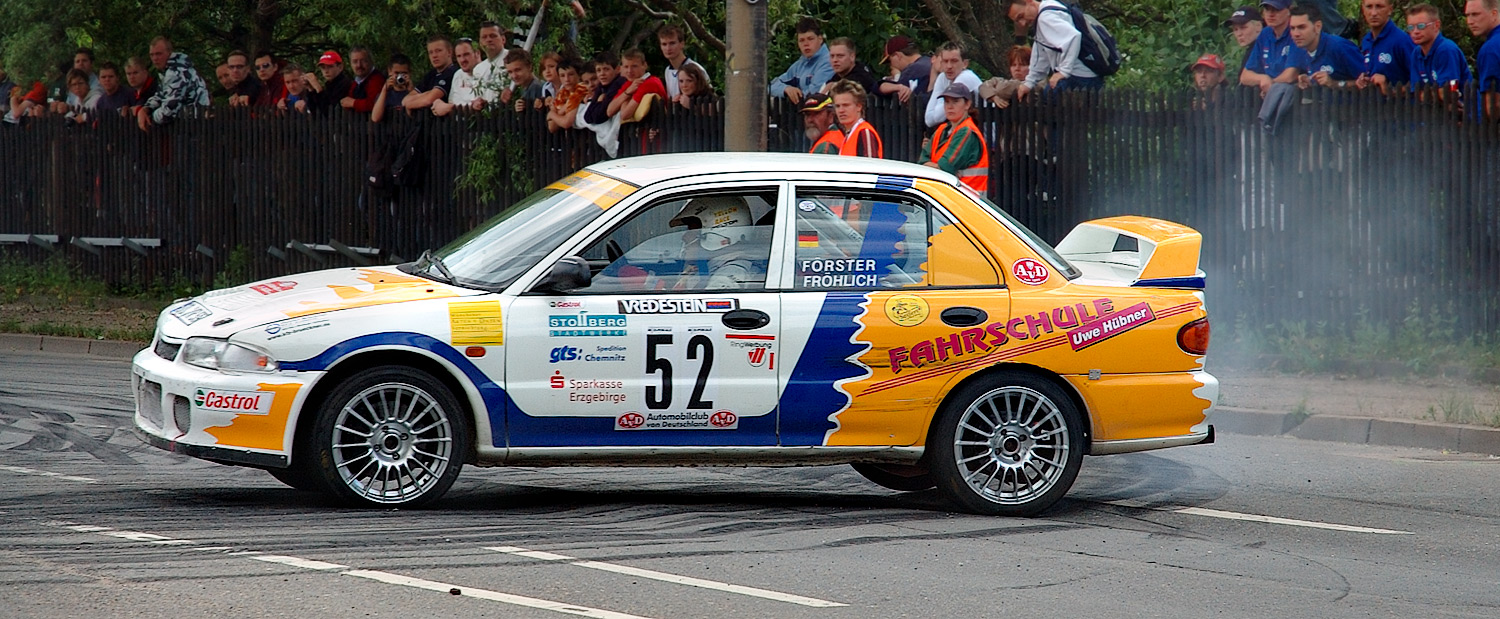
랜서 에볼루션 II

1994년 1월 발매. 형식명 E-CE9A.
초기형과 마찬가지로 한정 생산하여 판매했다. 이 모델은 초기형에서 드러난 취약점들을 보완했다. 하체 부분의 재검토, 차체 강성의 강화, 변속기의 로 기어 화, 195/55R15에서 205/60R15로 타이어 확대, 휠베이스의 연장, 엔진 내부와 흡배기 개선을 통해 출력이 260마력으로 상승했다. 초기형 모델과 외관은 같지만, 다른 차라고 해도 좋을 정도로 상당한 진화를 거쳐 역대 모델중에도 수준급의 완성도를 자랑했다. 그러나 이 모델은 타이어와 브레이크가 약점으로 지적되었고 5기형에 가서야 해결되었다.

### 랜서 에볼루션 III

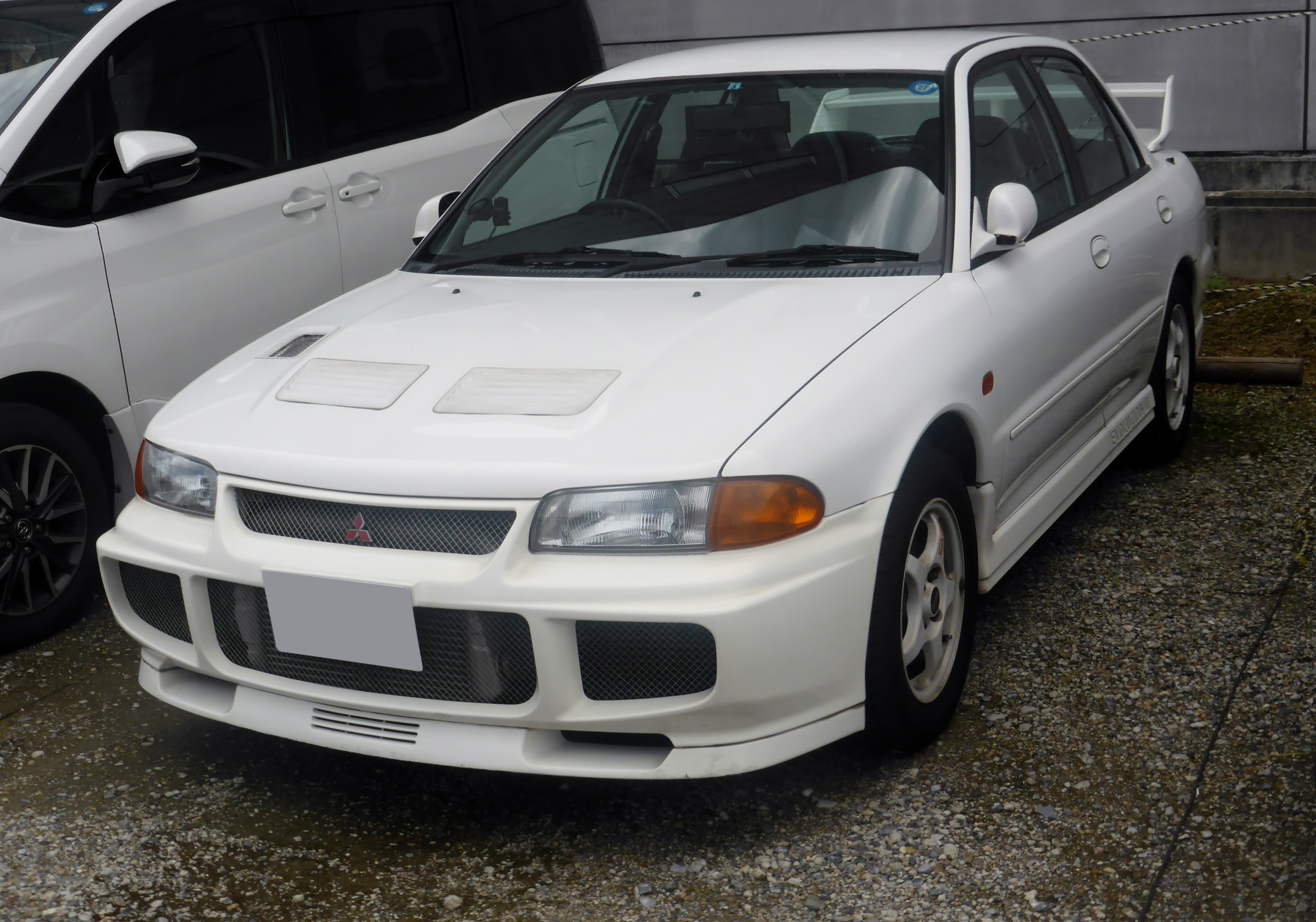
랜서 에볼루션 III

1995년 1월 발매. 형식명 E-CE9A.
랜서 에볼루션 II 모델의 완성도가 뛰어나, 랜서 에볼루션 III는 이전 모델에서 큰 변화 없이 기본 구조를 그대로 이어받고, 엔진 냉각 성능이나 공기역학 측면에 주력해 개발되었다. 이 모델은 큰 리어스포일러를 장착하고 앞 부분의 공기흡입구를 키우는 등, 외관이 튜닝카 수준으로 바뀌게 되었다. 엔진도 출력이 높아져, 270마력으로 상승했다.
다만 출력을 높이기 위해 압축비가 바뀌어, 무리하게 부스트 압력을 올리면 엔진 문제가 자주 발생하게 되었다. 이 때문에 랜서 에볼루션 II의 피스톤을 사용해 압축비를 내리거나, 캠축을 바꿔 오버랩 시간을 늘려 압력을 줄이는게 기본적인 튜닝이 됐다.
과감한 외관과 튜닝으로 인해, 랜서 에볼루션 시리즈 중에서도 높은 인기 모델로 꼽힐 정도로 첫 세대의 최종 모델로 인정받고 있다. 또한 랜서 에볼루션 III부터 WRC에서의 성적도 높아져, 다른 자동차 제조 회사들에게도 주목받기 시작했다.
랜서 에볼루션 III는 만화 이니셜 D에서 100% 랜서 에볼루션만 운용하는 팀인 "엠페러"의 리더 스도 쿄이치의 차로 등장했다. 이 때 터보 래그를 방지하기 위해 소개된 미스 파이어링 시스템은 랜서 에볼루션 III부터 기본 장착된 시스템이지만, 기본적으로는 작동하지 않게 설정되어 있다. 이 시스템은 규제가 많은 WRC에서 유리하도록 의도된 순정 장비로 이 시스템만 탑재한 것이다.
성룡 영화 썬더볼트에서 나오는 경주승용차다.
소나타 급 차다.

### 랜서 에볼루션 IV

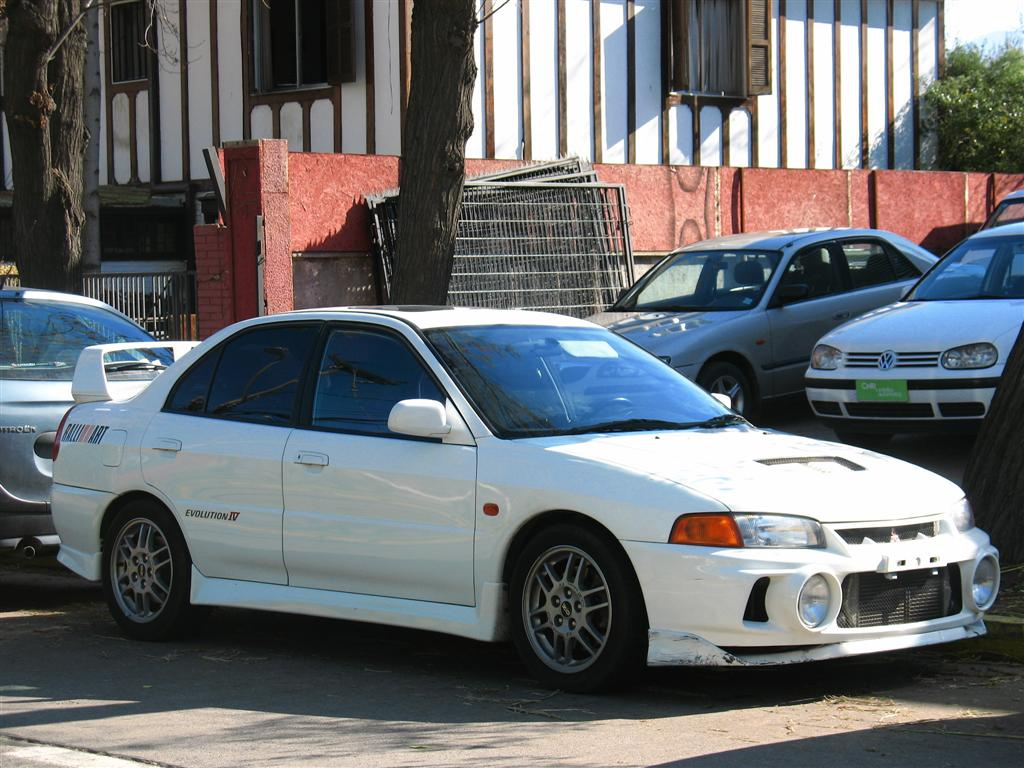
랜서 에볼루션 IV

1996년 8월 발매. 형식명 E-CN9A
랜서 에볼루션 IV는 기반 차량인 미쓰비시 랜서가 완전한 모델 변경을 한 것을 계기로 새로운 차체로 변경되었다. 또한 엔진을 오른쪽으로 옮겨 카운터 샤프트를 없애고, 효율을 높여 모든 부분에 변화를 주었다. 게다가, 액티브 요 컨트롤(AYC:Active Yaw Control)로 불리는, 후륜의 좌우축에 출력을 제어하는 장비를 채용해서 저속에서 성능이 떨어지는 전륜구동의 약점을 극복하고 코너링 성능을 큰 폭으로 끌어올렸다. 다만 이 초기형의 AYC는 완성도가 낮아 소음의 발생하는 등 문제점도 자주 노출되어 악평도 많았다. 그 덕에 자동차 경주용으로 기계식 LSD가 전후로 장착된 RS 등급의 모델이 투입되었다. 엔진 출력은 트윈 스크롤 터보와 2차 에어 공급 시스템, 터빈 노즐 확대, 부스트 업으로 일본의 독자 규제치인 280마력까지 증가했다.
이전 모델과 마찬가지로 한정 생산 형태였지만 WRC 라이벌인 스바루 임프레자가 주목받은데다가, 무게가 늘어 하체에 여유가 없었으며 가격도 높아 판매가 어려웠으나 그 인기는 크게 떨어지지 않았다. 4기형 역시 만화 이니셜 D에 등장하는데, 스도 쿄이치의 팀원인 이와키 세이지의 차량으로 등장했다.
성룡 cia 영화에서 나오는 승용차다.

### 랜서 에볼루션 V

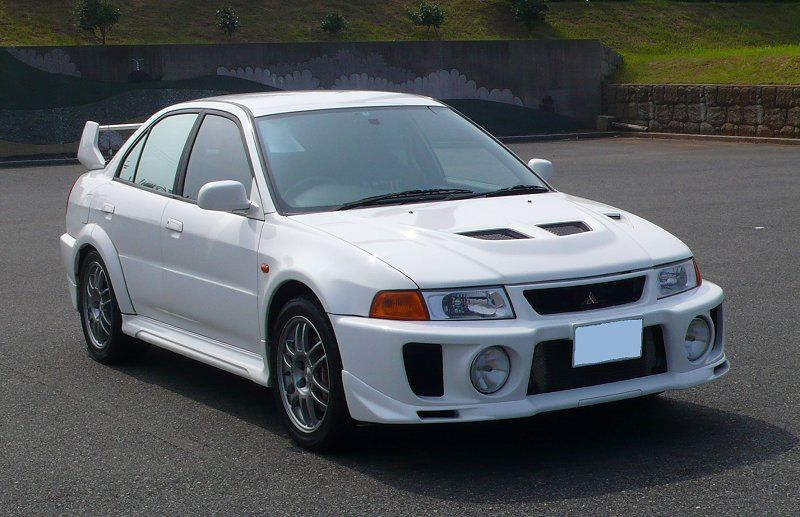
랜서 에볼루션 V

1998년 1월 발매. 형식명 GF-CP9A
랜서 에볼루션 V 이전까지는 엔진 성능에 비해 조작성이 낮은 것이 단점이었다. 이 단점을 개선하기 위해, 1,770밀리미터의 넓은 차체를 채택하고, 타이어를 키우고 (에보4 205/50R16->에보 5 225/45R17), 아울러 알루미늄 단조 로어 암, 프론트 17" 4포트, 리어 16" 2포트 브렘보(Brembo)사의 브레이크, 가변형 리어 스포일러를 장착했다. 출력 쪽에도 터빈의 노즐 면적을 확대되었으며, 부스트 업으로 토크를 2(kg·m)올려 3,000rpm에서 38.0(kg·m)의 힘을 낼 수 있도록 했다. 타이어 크기의 확대와 브렘보사의 브레이크에 힘입어 조작 성능과 제동 성능이 대폭 개선되어, 랜서 에볼루션을 "트랙션의 괴물"이라고 부르기도 할 정도였다.
랜서 에볼루션 V의 완성도는 각종 자동차 경주 대회에서 입증되어, WRC에서는 개조 범위가 좁은 그룹 A 머신으로 개조 범위가 넓은 다른 메이커의 WRC 자동차를 압도해 제작사 부문과 운전자 부문 모두에서 우승을 차지하고, 양산차 부문(Gr-N)에서도 우승하여 3관왕을 장식하였다. 이 때문에 역대 랜서 에볼루션 중에서 최고의 인기를 자랑했고, 단종이 되었음에도 이 모델을 최고의 랜서 에볼루션으로 꼽는 사람이 많다.
이니셜 D에서 프로젝트 D와의 대전하기 전에 츠지자카 트랙에 기름을 뿌린 두 남자 중 늙어 보이는 남자가 탔던 차량이다.
완간 미드나이트 (애니메이션 19화 후반부터 23화까지)에서 에이지가 타던 랜서 에볼루션이다.

### 랜서 에볼루션 VI

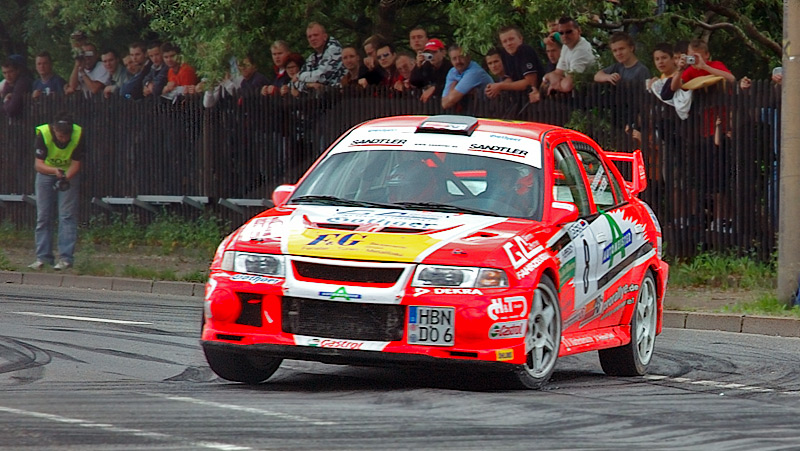
랠리 자동차 경주 중의 랜서 에볼루션 VI

1999년 1월 발매. 형식명 GF-CP9A
미쓰비시는 랠리 자동차 경주에 자주 참가하면서 얻은 경험으로 이전 모델에서 개선된 랜서 에볼루션 VI을 발표했다. 공기 저항, 냉각 성능을 개선하였고, 번호판을 비껴 달고 안개등을 소형화함으로써 전면부를 재디자인하였다. 또한 리어 스포일러의 이중화등을 통해 주로 공기역학 부분을 개선했다. 그러나 정작 월드 랠리 챔피언십에서는 2중 리어 윙이 규제 위반이 되어서 하단부를 카본 패널로 막아서 출전하는 에피소드도 있었다.
전 모델인 랜서 에볼루션 V는 현가장치가 너무 딱딱해서 일반 주행이 불편한 점이 지적되어 롤 센터 축을 5기형보다 낮게 해서 조금 부드러운 주행감각을 느낄 수 있도록 조정되었다. 하지만 이 때문에 정작 경기에서는 5기형보다 성능이 떨어지는 역전 현상이 나타나, RS에는 5기형의 하체를 옵션으로 선택 가능하도록 하였다.
엔진 출력 자체는 5기형과 같지만, 피스톤의 향상이나 냉각수 레이아웃의 변경, 오일 쿨러의 대형화 등 내구성과 신뢰성을 확보하는 쪽의 손질이 들어가 있다. 또한 RS부터 순정으로 티탄 합금 터빈을 채택해 터빈의 관성을 반으로 줄였다.
완간 미드나이트에서 마키(에이지의 동생)가 타던 랜서 에볼루션이다.

### 랜서 에볼루션 VI 토미 마키넨 에디션

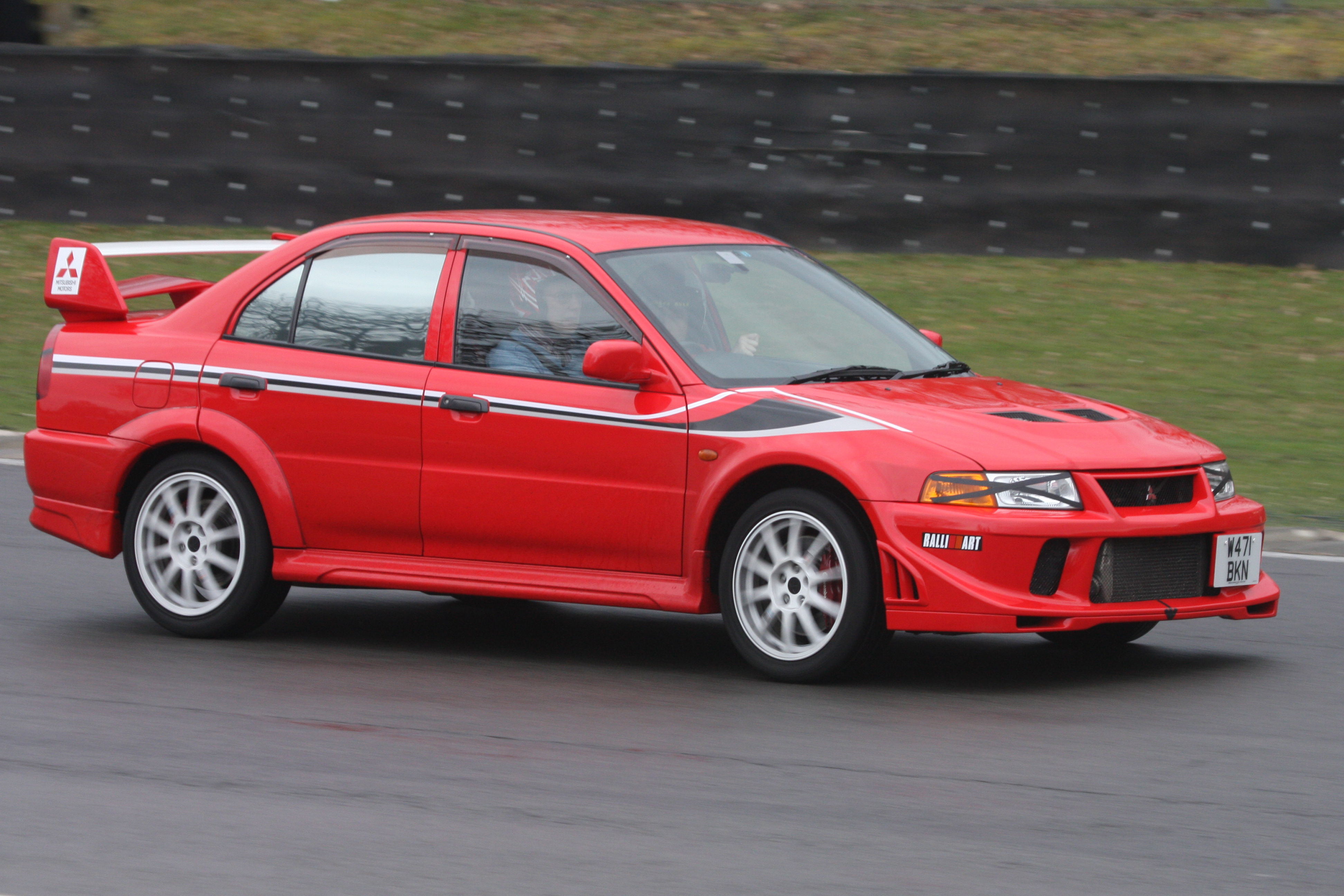
랜서 에볼루션 VI 토미 마키넨 에디션

1999년 12월 발매. 형식명 GF-CP9A. 통칭 에보6TME 또는 에보6.5
미쓰비시의 WRC 드라이버인 톰미 매키넨(Tommi Mäkinen)의 4년 연속 운전자 부문 우승을 기념하기 위해 발표된 모델이다. 에보 6 TME는 고속으로 주행할 수 있는 포장도로 랠리를 위해 범퍼 외형을 변경하고, 안개등을 없앴으며, 공기저항을 적게 받도록 설계되었다. 또한 차고를 10밀리미터 낮춘 현가장치를 채택하고. 포장도로 경기에 적합한 5기형의 하체를 기본으로 제작되었다. 이 때문에 6기형의 하체가 옵션으로 빠졌으며, 퀵 스티어링 기어가 장착되어 달리기 편한 사양으로 변했다. 티탄 알루미늄 합금 터빈과 압축기의 휠 지름을 줄여 토크의 최대 출력점이 250rpm 정도 낮아지고, 머플러도 타원형에서 완전한 원형의 대구경 머플러로 바뀌었다. 그 외에 이리듐 점화플러그와 플라스틱제 냉각 패널을 기본으로 장착하는 등, 기본적으로 동력 성능에 큰 변화는 없지만, 완성도를 중시한 차량으로 탄생했다. 기념용 차량에 걸맞은 차체 색깔(컬러링 패키지, 붉은 색 차체에 검은색 줄을 두른 버전. 10만엔 정도의 옵션)과 기어 손잡이 및 스티어링 휠(핸들)에 붉은색 바느질 땀이 들어가고, 계기판도 빨간색으로 바뀌었다. 또 좌석도 붉은색으로 매키넨의 이름이 새겨진 독일의 카시트 제작 업체인 레카로(RECARO) 브랜드로 변했다. 휠은 오즈(OZ)에서 엔케이(ENKEI)로 바뀌었는데, 바퀴살(spoke)이 많고 제동시에 이물질이 많이 발생하여 흰색 휠을 관리하기 힘든 편이었다.
이전 모델에 비해 박력이 부족하다는 의견도 있지만, 한정 사양으로서 인기도 나름대로 가지고 있다.
이니셜 D에서 프로젝트 D와 대전에서 자신이 유리하기 위해 기름을 뿌렸다가, 후지와라 타쿠미의 AE86과 배틀하던 도중 자신이 뿌린 기름을 밟아 패배한 긴 머리를 보유한 남성의 차량으로 나온다.

### 랜서 에볼루션 VII

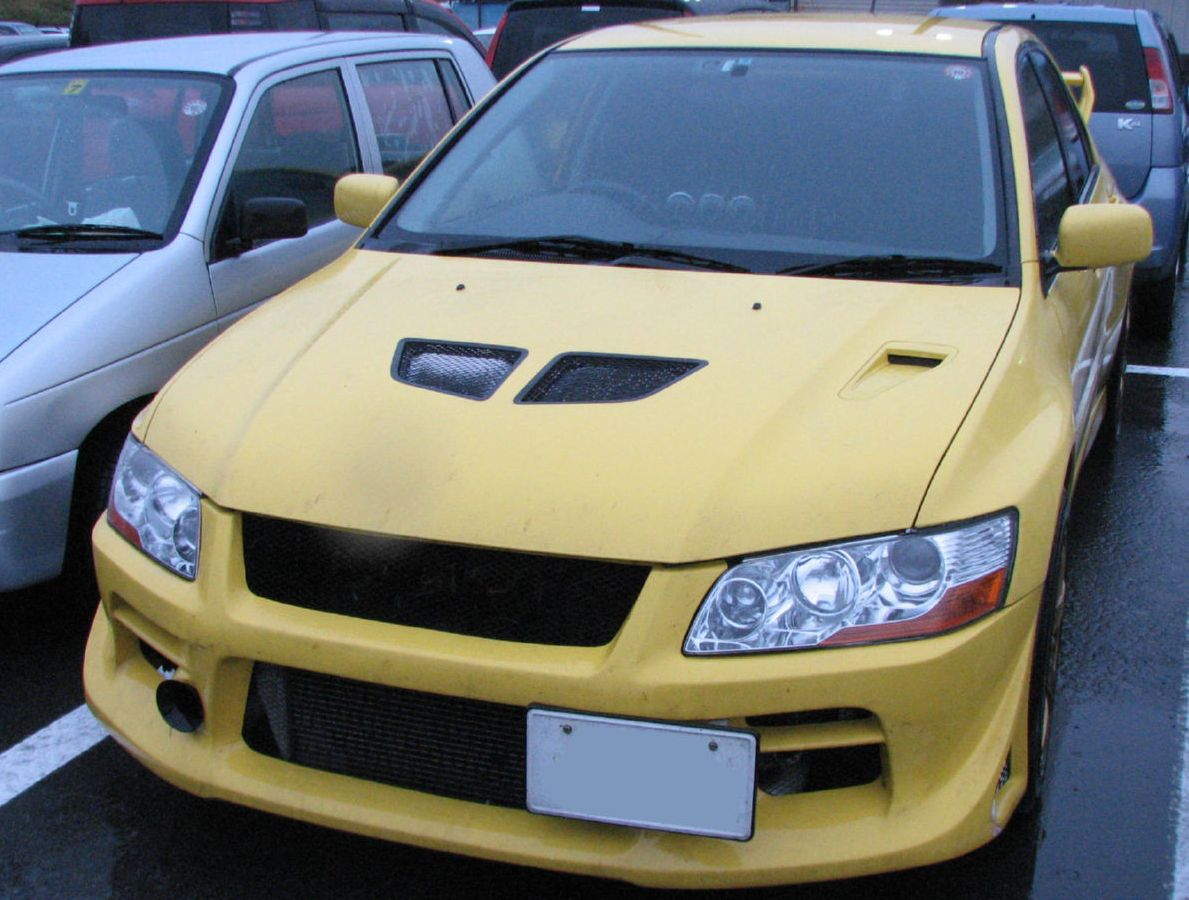
랜서 에볼루션 VII

2001년 2월 발매. 형식명 GH-CT9A
기본 모델인 랜서가 랜서 세디아로 모델이 변경되면서, 그 외형을 따라 이전 차량들에 비해 얌전한 모습으로 바뀌었다. 기본 모델의 교체로 중량도 급격하게 늘어 6기형에 비해 약 80킬로그램이 더 무거워졌다. 앞뒤바퀴의 구동력 차이를 전자제어하는 ACD(Active Center Differential : 전자 제어 가변 다판 클러치)시스템이 탑재되어, 노면 상황에 맞춰 포장도로, 비포장도로(gravel), 그리고 빙판도로를 버튼 하나로 전환하고, 주차 브레이크 작동 시에는 제한이 자동으로 풀리는 기능을 가지게 되었다.
이 장비의 힘으로, 선회력이 올라가, "사상 최강의 선회력을 가진 에보"라는 평판을 얻게 됐다. 기어비도 6기형에 비해 1단이 낮아지고, 5단이 높아졌다. 차량 본체 가격 역시 GSR이 299만엔으로 낮아졌다.
이 모델부터 미쓰비시의 랠리카는 랜서 에볼루션을 기본으로 하는 그룹 A에서 랜서를 기본으로 하는 WR카로 바뀌어 일본 자동차 경주 전용 모델로 특화하게 된다.
이니셜 D 만화책 33권에서 246 레이싱 팀의 고바야카와가 타는 차량으로 등장하여 다카하시 케이스케와 힐클라임 배틀을 펼친다.

### 랜서 에볼루션 VII GT-A
2002년 1월 발매.
랜서 에볼루션으로는 처음으로 자동변속기를 탑재해 발매되었다. INVECS-II 라고 불리는 5단 수동모드 채용 자동변속기(H-matic과 거의 같다)로 저변을 넓혔다는 의견이 있지만, 랜서 에볼루션의 진화와 존재 의의에 자동변속기가 맞지 않는다는 논란이 있다.
엔진은 자동변속기에 맞도록 출력을 272마력으로 낮추고, 최대 출력보다 반응성을 중시하도록 설정되었다. 가죽 시트를 채용하고, 스포츠 주행을 위한 전용부품을 제거했으며, 리어윙도 소형을 기본으로 한 버전과 장착하지 않은 버전으로 발매되었다. 옵션 품목도 일반형과 동일하게 제공하고, 번호판은 가운데로 돌아와 있는 상태가 된다.

### 랜서 에볼루션 VIII

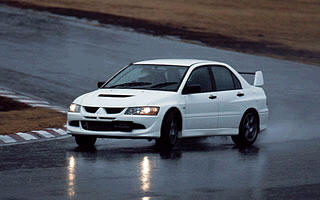
랜서 에볼루션 VIII

2003년 1월 발매. 형식명 GH-CT9A
디자이너 올리비에 불레이(Olivier Boulay)가 전면의 외관 디자인을 담당했다. 그러나 미쓰비시의 엠블럼이 강조된 전면 디자인의(이전에는 건담형 전면 디자인이었다) 평이 좋지 않았고, 엔진 냉각성에 대해서도 문제가 다소 있었다.
AYC의 내부 구조를 재검토해서 제어 토크를 증가시킨 슈퍼 AYC가 채용됐지만, 반대로 이 장비들이 없으면 선회력이 나빠지는 점도 약점으로 지적되었다. 일본 양산차로는 처음으로 리어 스포일러가 카본으로 변경되고 변속기도 6단이 추가되어, 미국 시장으로 수출이 시작되었다.
슈퍼 AYC의 평가는 긍정적이었고, 조종성에서 라이벌인 스바루 임프레자를 넘어섰다고 말하기 시작했다. 또한, 도난 사고에 대비해 이모빌라이저가 표준장비로 등장했다.
영화 패스트 앤 퓨리어스 3:도쿄드리프트에서 주인공 션 보스웰이 한에게 빌려 드리프트를 연마하는 차종으로 등장한다.

### 랜서 에볼루션 VIII MR
2004년 2월 발매. 형식명 GH-CT9A. 통상 8.5기형이라고도 부른다.
미쓰비시는 갤런트 GTO 모델부터 지속적으로 자동차 경주에 참가해 왔다. Mitsubishi Racing을 의미하는 MR을 붙여, 랜서 에볼루션 VIII의 개선 모델이 랜서 에볼루션 VIII MR 모델이다. 개선 모델이었지만, 개선 정도는 랜서 에볼루션 IX이라고 해도 좋을 만큼 많은 개선이 있었다.
빌슈타인(Bilstein)사의 댐퍼를 채용하고, 지붕이나 차문의 내장 사이드 임팩트 바를 알루미늄화해서 경량화했다. 특히 지붕은 양산차로는 처음으로 알루미늄화 해서, 약 10킬로그램 정도의 차중을 감소시켜 GSR 모델을 기준으로 1,410킬로그램으로 늘어나고 있던 무게를 다시 1,400킬로그램 이하로 유지하는 데 성공했다. 알루미늄 휠 역시 기존의 엔케이(ENKEI)제에 덧붙여 BBS의 단조 경량 알루미늄 휠이 옵션으로 추가되었다.(IX에도 옵션 품목이다) 또한, GSR은 터빈이 5, 6기형의 대형으로 바꾸었다.
이런 여러 변화의 차이가 1, 2기형 간의 차이에 비교될 정도로 큰 개선이라고 평가되고 있다.

### 랜서 에볼루션 IX

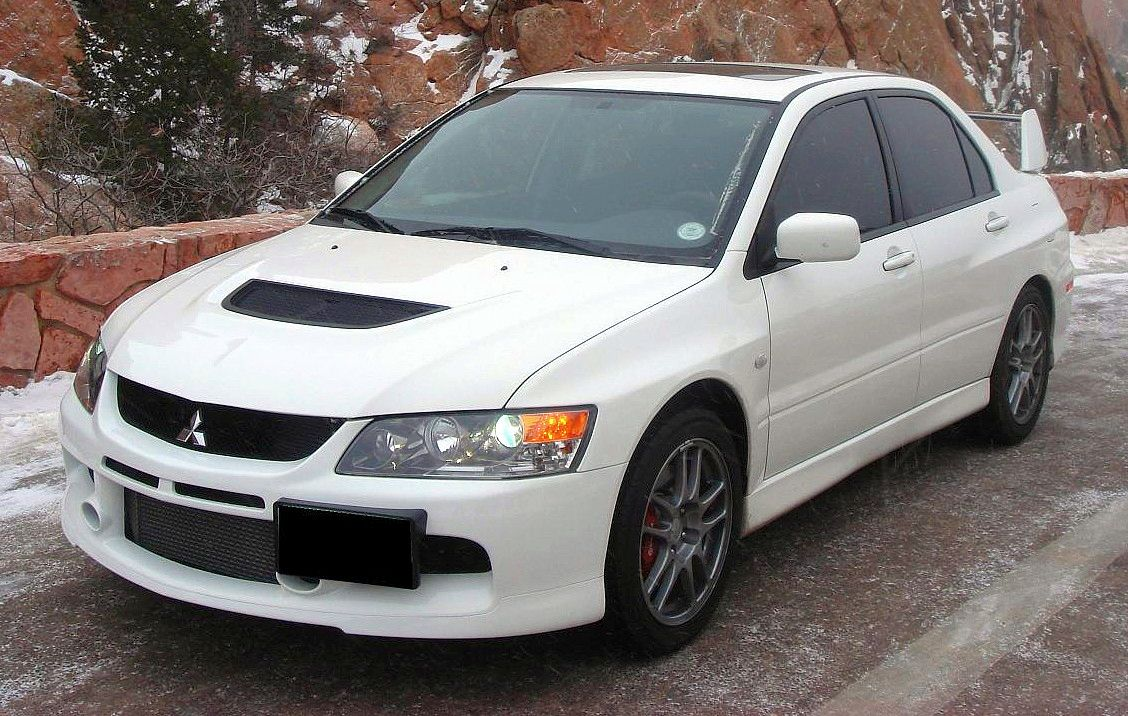
랜서 에볼루션 IX

2005년 3월 발매. 형식명 GH-CT9A.
랜서 에볼루션 처음으로 가변 밸브 타이밍 기구인 MIVEC을 장착하고, 터보 압축기 하우징을 바꾸고 압축기 휠을 마그네슘 합금으로 채택하면서, 최대 토크를 기존의 3500rpm에서 3000rpm까지 내리고 반응성을 개선했다. (MIVEC은 흡기측의 연속 가변 밸브 타이밍만 제어한다.)
그러나 마그네슘 합금 터빈은 튜닝할 수 있는 범위가 크지 않아, 부스트 압력을 높이면 압축기의 날이 갈라지는 증상이 있었다. GSR의 티탄 터빈으로 바꾸면 문제는 없지만, 비싼 것이 흠이었다. 2005년 12월 이후에 생산된 차량에는 이 문제가 수정되어 부품 번호의 끝 번호가 0에서 1로 바뀌어 있다.
랜서 에볼루션 IX에는 예비 타이어를 없애고 대신 펑크 수리킷으로 대치하여 차중을 낮추는 시도도 이루어졌다.
9기형부터는 GSR과 RS 사이에 GT 모델이 추가됐다. 뒤쪽 차동장치에 RS의 기계식 1.5 LSD, 5단 수동, 마그네슘 합금 터보가 기본으로 장착되어 있으며, 그 외의 편의 장비는 GSR과 같다. 가격은 GSR에 비해 저렴하고 차체 중량도 20킬로그램 가볍다.
그 외에는 랜서 에볼루션 VIII MR에서 이루어진 개선점들을 대부분 이어받았지만, 전면 범퍼의 불라 디자인이 슈퍼 내구 경주에서 사용되었던 VALDI사의 에어로 파츠와 비슷한 물건으로 변했다. 리어 디퓨저를 달아 공기역학적으로 개선되었고, GSR은 리어의 차고를 5밀리미터 더 낮춰 접지력을 높였다.
오락실용 아케이드 레이싱 게임인 이니셜 D 아케이드 스테이지 버전 4, 5에서 등장하는 차량이다.

### 랜서 에볼루션 왜곤

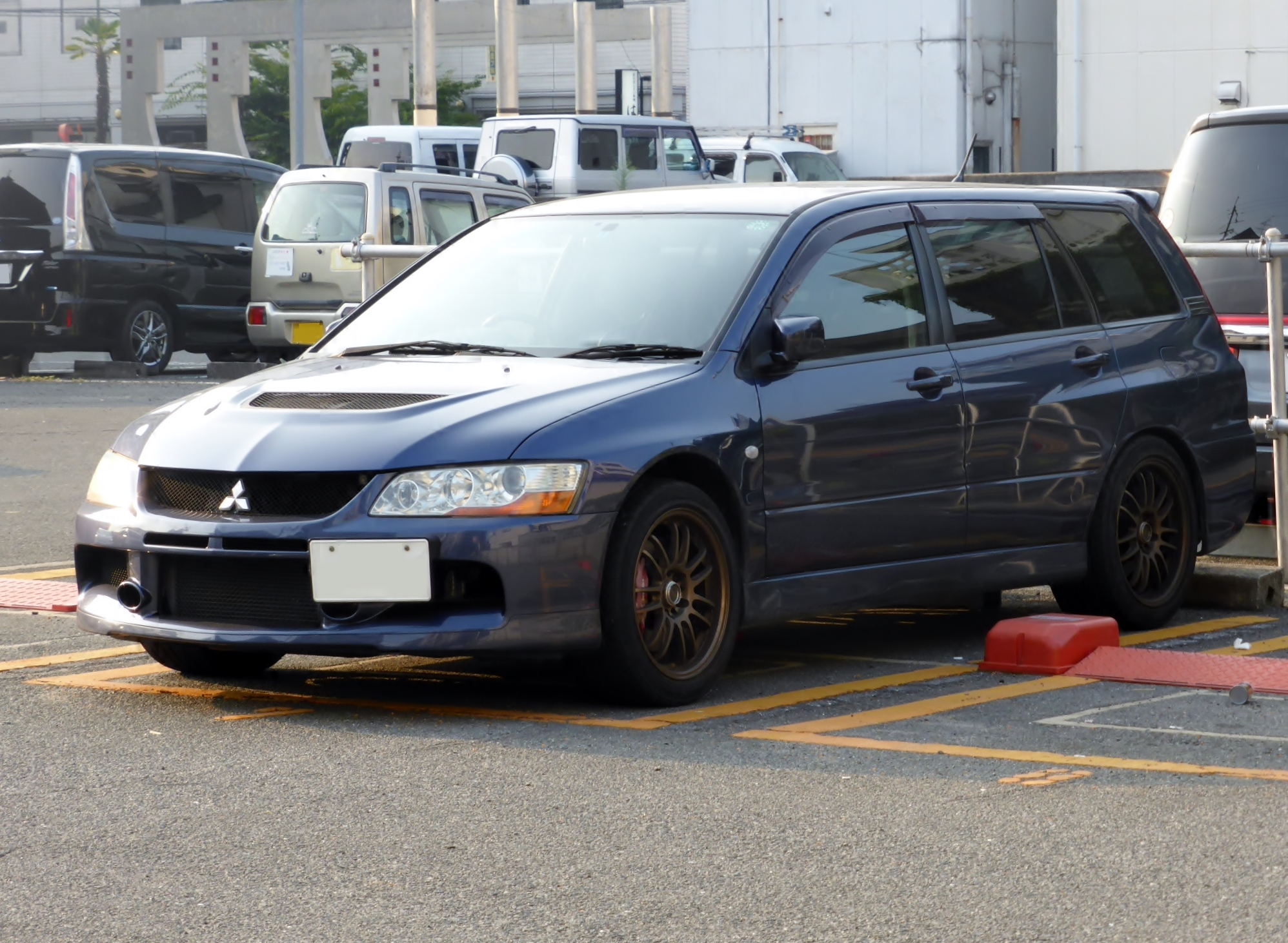
랜서 에볼루션 IX

2005년 9월 발매. 형식명 GH-CT9W.
랜서 에볼루션 최초의 왜건형으로 랜서 에볼루션의 섀시와 랜서 왜곤의 차체를 합친 형태다. 6단 수동변속기의 GT와 5단 자동변속기의 GT-A가 세부 모델이다. GT는 랜서 에볼루션 IX와 같은 MIVEC가 채용된 엔진을, GT-A는 7 GT-A의 엔진을 탑재해 출력이 다르다. 270마력이 넘는 고출력을 견디는 강성이 필요하기 때문에 후면 해치를 스팟 용접해 강성을 강화했다. 뒷부분의 중량이 늘었지만 조종성 이 개선되어 일부 평론가에게 좋은 평가를 받기도 했다.
편의 장비로 스테이션 왜곤에서 많이 볼 수 있는 접는 좌석이 탑재되어 있으며, 구동계에는 뒤쪽 차동장치를 AYC가 아닌 LSD를 사용했다.

### 랜서 에볼루션 IX MR 및 웨건 IX MR

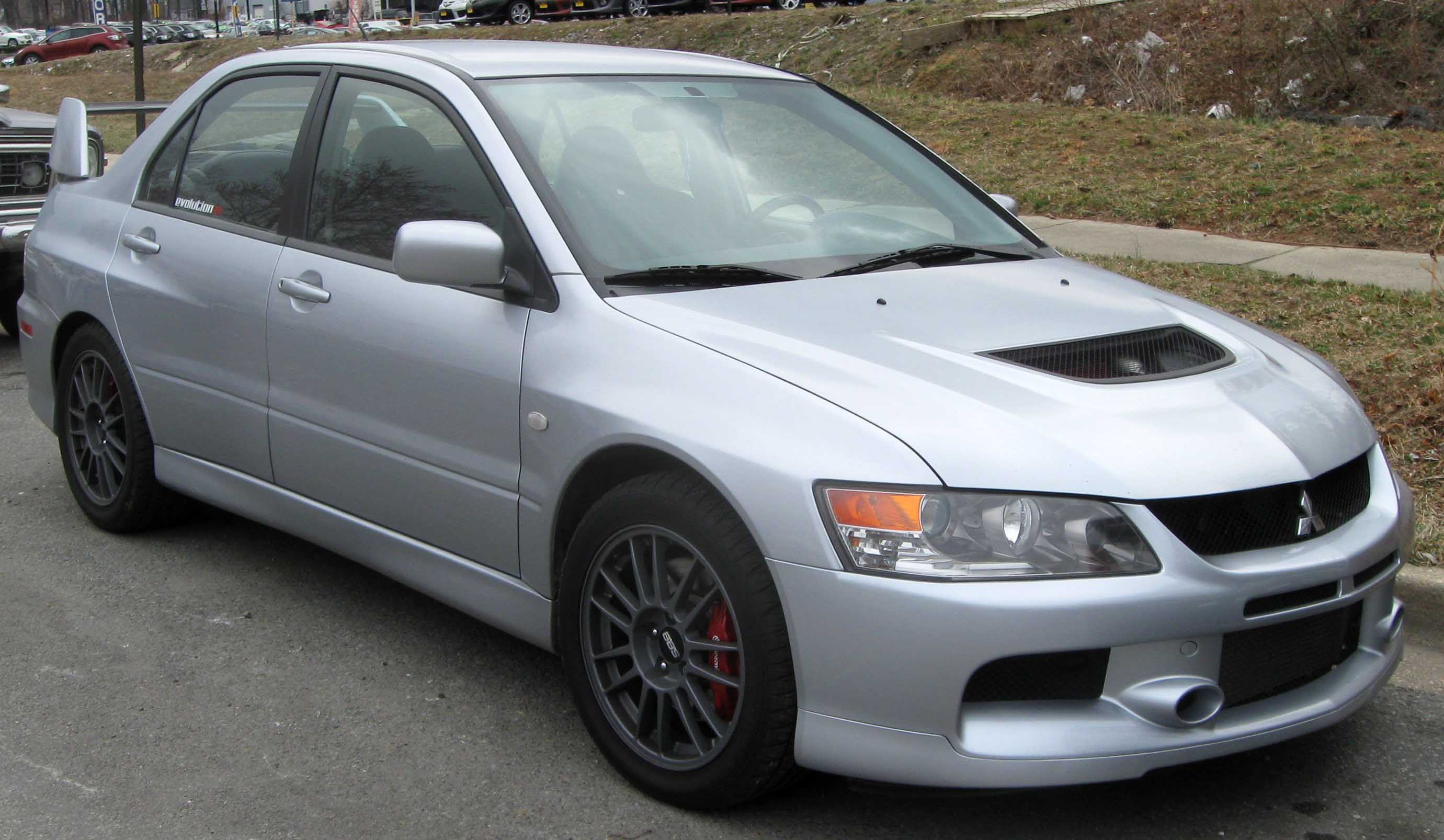
랜서 에볼루션 IX MR

2006년 8월 29일 발매. 형식명은 각각 GH-CT9A, GH-CT9W.
4G63T 엔진을 장착한 랜서 에볼루션으로서는 마지막 기념 모델이다. 랜서 에볼루션 VIII MR과 같은 파생형이며, 세단형인 GSR, RS와 스테이션 왜건형인 GT, GT-A의 4개 세부모델이 있다. 전면 에어댐 밑에 립스포일러를 덧댄 외에 외관상 차이는 크지 않다. 독일 아이바크(Eibach)사의 코일 스프링을 채용해 지상고를 앞부분은 10밀리미터, 뒤부분은 5밀리미터 더 내려 중심을 낮췄다. (GSR 기본, RS 옵션) 엔진의 출력 자체는 IX과 차이가 없지만 반응성을 개선했으며, ACD와 SAYC 방식의 전자식 4륜구동 시스템에 소규모의 개선이 이뤄졌다.
발매 당시 4개 세부모델을 전부 합해서 1,500대만 생산한다고 발표해 희소성을 내세우며 예약을 받았지만, 실제로는 추가 증산을 거쳐 2,500대 정도를 발매했다고 추정하고 있다.
터보차저는 압축기 휠 입구가 좁아져 반응성을 개선했으며, 표준 터보차저의 스크롤이 GSR은 티탄-알루미늄 알로이, RS는 알루미늄 알로이로 바뀌었고, IX에서 도입된 마그네슘 스크롤은 옵션으로 빠졌는데, IX 발매 당시의 불안감이 남아있어 "기본 스크롤이면 3개월, 옵션이면 바로 납품"이라는 사태가 벌어졌다.

### 랜서 에볼루션 MIEV
랜서 에볼루션 IX을 기본으로 제작된 모델로 2005년에 발표되었다. 네 바퀴 전부 각각의 전기 모터를 달아 구동하는 MIEV(Mitsubishi In-wheel Motor Electric Vehicle) 방식의 전기 자동차이다.
각각의 바퀴는 68마력의 모터가 달려있어, 총 272마력을 낸다. 시코쿠 EV(전기 자동차) 랠리 2005에 참가했다.

### 프로토타입-X

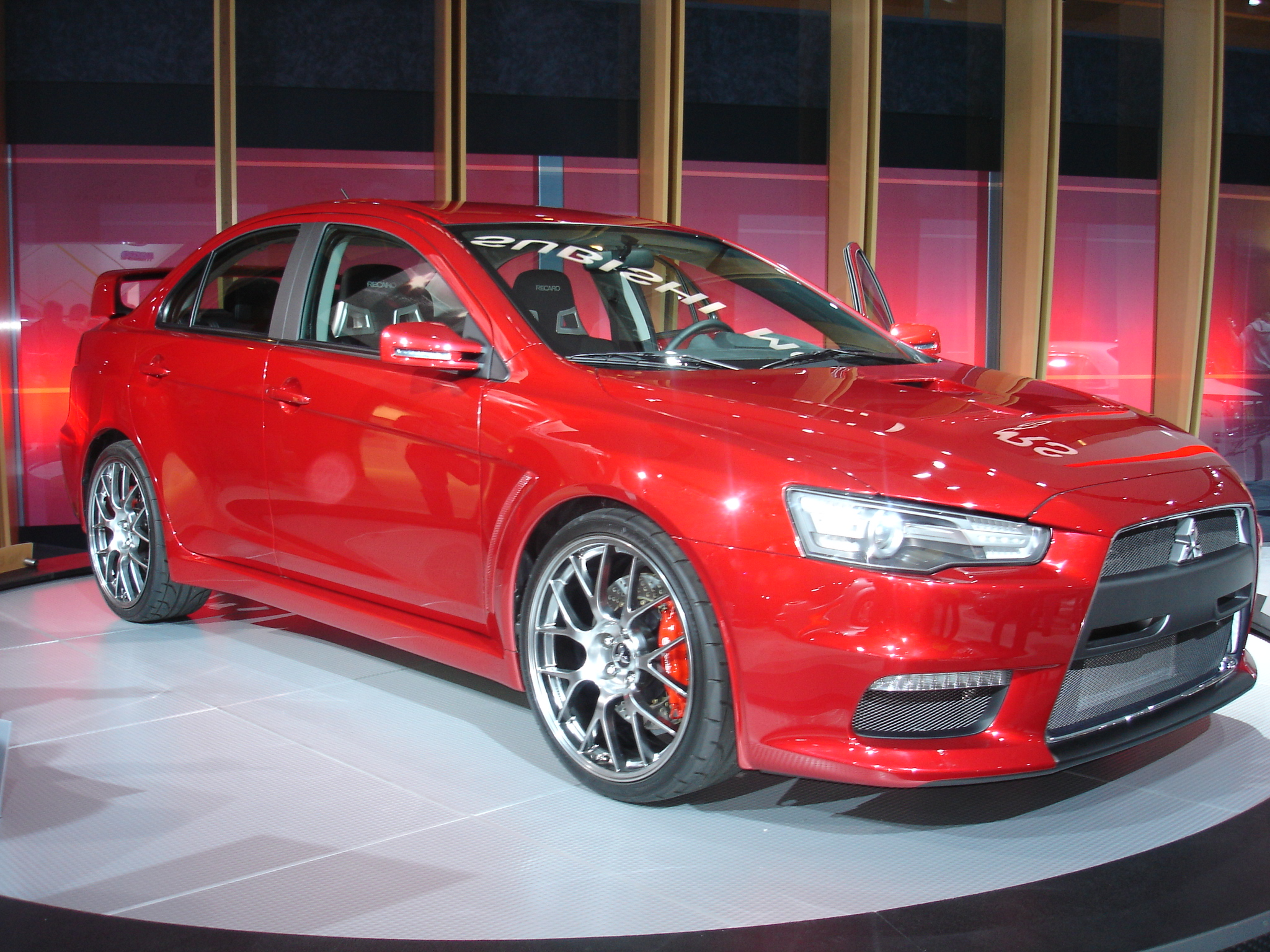
프로토타입-X

2007년 1월의 디트로이트 모터쇼(NAIAS)에서 신형 랜서와 함께 프로토타입인 컨셉카 프로토타입-X를 발표했다. 2007년 9월에 일본 발매될 랜서 에볼루션 X의 컨셉카로 알려져 있다.
전체적인 크기가 한층 커지고, 폭스바겐의 수동 기반 자동변속기인 DSG(Direct Shift Gear)와 유사한 더블 클러치 타입 시퀀셜 미션(TC-SST)이 도입되고, 4G63 시리우스 엔진을 대체하는 현대자동차의 세타 엔진 블록 기반 MB11 신형 엔진으로 MIVEC을 채용, 320마력을 목표 출력으로 하고 있다. 이 전시 차량에는 20인치 휠이 장착되었지만, 양산시에는 18인치 휠로 낮아질 것이라는 의견이 있다. 기존 모델에 비해 상당히 많은 전자장비가 추가되며, 능동 안정화 제어나 액티브 스티어링, 능동 현가장치(Active Suspension) 등이 그 대상이다.

### 랜서 에볼루션 X
형식명 CBA-CZ4A, 통칭 에보 X.

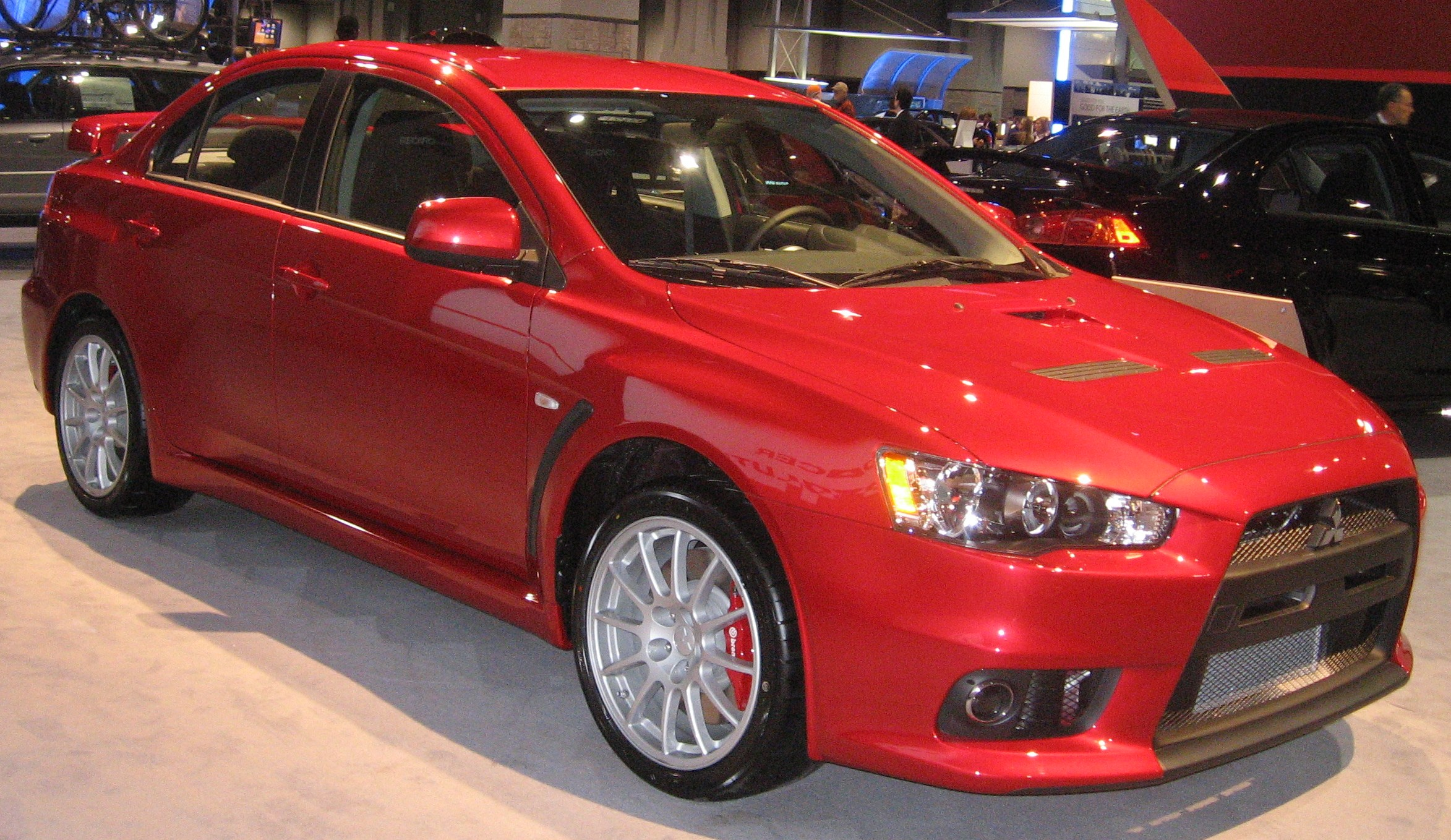
랜서 에볼루션 X

2007년 4월 26일에 발표한 후 같은 해 10월 1일 일본에서 판매를 시작했다. 2008년 1월에 미국에 판매를 시작했다. 2008년 2월에 캐나다에 랜서 에볼루션으로는 처음 판매를 시작했고, 2008년 9월 22일에 대한민국에 처음으로 발매했다.
현대자동차와 같이 개발한 세타 엔진 베이스의 월드 엔진이라 불리는 직렬 4기통 2.0리터 4B11T 엔진을 사용해서, 블록의 재질이 알루미늄으로 바뀌어 12kg 정도 경량화되었다. 레카로의 시트가 장착되어 있다. 출력은 북미형 사양의 경우 291마력을 나타내고, 영국 사양은 276마력으로 다소 낮다. 대신 영국 전용으로 300마력대의 고성능 버전인 FQ 시리즈가 있다. 일본 사양은 280마력에 43.0kg-m 의 토크를 나타내는데, 일본의 자동차 마력 규제가 해제되었음에도 280마력으로 제한한 이유는 에보라고 해도 시판차인 이상 다룰 수 있는 고성능을 지향하고, 무의미한 출력 경쟁을 피하기 위해서였다고 한다. 대한민국용은 295마력이고, 6단 TC-SST만 들어왔다. 대한민국 복합연비는 7.6km/L로 좋지 않은 편이다. 엔진은 일반휘발유가 아닌 고급휘발유에 세팅되어 있고, 연료탱크 용량이 작아서 장거리를 주행할 때 유류비 부담도 큰 편이었다.
DSG(Direct Shift Gear)와 유사한 6단 듀얼 클러치 변속기는 독일 게트락에서 만들어 TC-SST란 이름으로 도입되었으며, 전기형들과 달리 새로 만든 5단 수동변속기도 제공된다.
베이스 차량이 일본 사양의 랜서가 아닌, 미주 사양의 랜서(일본에서는 미쓰비시 갤랑 포르티스로 판매)로, 이전의 랜서 에볼루션에 비해 상당히 크기가 커지고 무거워졌다. 전기의 IX GSR에 비해 X GSR SST 버전은 130kg 정도 무거워져 있다. 또한 이 전륜구동 기반 플랫폼은 크라이슬러의 닷지 캘리버, 지프 컴패스 등과 공용한다. 전자제어 시스템은 S-AWC로 변화해서, 고속 코너에서의 토크 이동량이 증가하였다.
무게의 증가로 랩 타임은 느려져, 츠쿠바 서킷에서 예전 모델에 비해 많이 느려진 1분 6초 46을 기록했다.
이니셜 D 아케이드 스테이지 AA, AA X, Infinity 시리즈에 등장한다.

## 단종
랜서 에볼루션은 미쓰비시의 고성능 이미지를 선도하는 차종이자 WRC에서 이름을 날리며 일본의 대표적인 고성능차로 등극하였으나, 2010년대 들어 전 세계적으로 판매가 감소하고 미쓰비시가 경영 악화를 겪은데다 향후 친환경차 개발에 집중하기로 결정함에 따라 2014년 4월, 10기 모델을 끝으로 단종이 확정되었다. 동시에, 베이스 모델인 갤랑 포르티스(랜서)도 일본에서 더 이상 판매하지 않고 수출용으로 돌리면서 일본에서 단종이 확정됐다. 2015년 3월에 마지막 모델인 Final Edition이 500대 한정으로 판매되었으며, 내놓자마자 완판을 기록하여 최종적으로 후속 없이 단종되었다.

## 미국의 랜서 에볼루션

### 랜서 에볼루션 2003-2005 (일본의 8기형에 해당함)
꾸준히 발매가 진행되던 일본이나 유럽과 달리, 미국에서는 8기형부터 본격적으로 판매가 이뤄졌다.
미국 시장의 요구에 따라, AYC가 삭제되고 안전규제로 인해 중량이 70킬로그램이 증가했고, 연료탱크가 확대되었으며, 7기형에 들어간 5단 수동변속기가 탑재되었다. 또한 기계식 전륜 차동장치가 탑재되어 발매되었다.
2004년 RS급이 발매되지만, 일본판과 달리 에어컨이 달린 모델로, 전륜 헬리컬 LSD를 장착한 등급으로 발매되었다. 이후 2005년, GSR급에 6단 수동변속기와 전륜 헬리컬 LSD가 장착되고, MR이 8.5기형으로서가 아닌, "새 옵션이 장착된 새로운 등급"으로 발표된다. ACD와 6단 수동변속기를 그 옵션의 골자로 하고 있었다.

### 랜서 에볼루션 2006 (일본의 9기형에 해당함)
2005년 뉴욕 모터쇼에서 2006년형으로 발표하고 판매에 들어갔다. 3가지 세부 모델(trim)로 판매된 일본과 아시아, 유럽과는 달리 미국에서는 다음과 같은 4가지 세부 모델로 구성되어 있다. 4개 모델 모두 286마력으로 전후륜 LSD에 ACD를 탑재하고 있다.
- Standard - 5단 수동변속기를 탑재한 기본형.
- RS - 5단 수동변속기, 알루미늄 지붕 (8기형 MR에서 도입된 지붕), 게이지 팩, 내장 경량화.
- SE - 스페셜 에디션. 알루미늄 지붕, 본닛. 비비에스(BBS) 휠, HID 라이트, 붉은 바늘뜸의 레카로 좌석.
- MR - 6단 수동변속기, 빌슈타인 현가장치, 알루미늄 지붕, 게이지 팩, HID 라이트 및 독립 안개등, 와류 발생기 (8 MR에서 옵션으로 채용된 천장의 에어로파츠), MR 뱃지.

## 영국의 랜서 에볼루션
영국은 미쓰비시의 랠리 팀인 랠리아트(Ralliart)가 본거지를 두고 있어, 여러 가지 흥미로운 고성능 모델들이 판매되었다.
랜서 에볼루션 8기형 때는 기본형인 280마력 버전을 두고, 300, 320, 340마력 모델이 발매되었으며, 심지어 400마력 모델도 출시되기도 했다. 기록 상으로 8기형은 0-96킬로미터 가속에 3.5초, 0-160킬로미터 가속에 9초의 기록을 냈고, 영국 BBC 방송 프로그램인 탑기어(Top Gear)에서 실행한 파워랩 코너에서는 랩타임 1분 24.8초를 기록했다. 또한 람보르기니 무르시엘라고와 같이 탑기어에 출연했으며, 고속 주행을 할 수 있는 베드포드 오토드롬(Bedford Autodrome) 경주로에서는 아우디 RS4와 포르쉐 카레라 4S보다 우수한 랩타임을 거두기도 했다. 저회전의 토크가 부족해 출발이 힘들고 일상생활에서 타기 힘들다는 점이 지적됐지만, 47,000파운드라는 가격으로 몇배나 더 비싼 슈퍼카들과 겨루는 장면이 인상 깊게 남은 모델이다.
랜서 에볼루션 9기형에서는 기존 300,320,340 외에, 400마력 모델의 계승이라고 할 수 있는 360마력 모델이 등장했다. 40마력을 잃은 대신 2퍼센트 정도 토크를 더 끌어올린 버전이다.

## 대한민국의 랜서 에볼루션

### 정식 수입 전의 중고 시장
랜서 에볼루션의 4G63 엔진은 "시리우스"라는 이름으로 2004년 세타 엔진이 새롭게 장착된 NF가 나올 때까지 쏘나타에서도 쓰인 적이 있어 연료필터나 머플러 등이 호환되고, 보편적인 직렬 4기통이라 정비가 익숙하다던가 하는 몇 가지 이유로, 스바루 임프레자에 비해 대한민국에 많은 양이 들어와 있다. 상당 부분은 일본에서 건너온 중고 시장의 물량이지만, 드물게나마 유럽(특히 독일) 시장에서 들여온 좌핸들 버전이나 미국에서의 좌핸들 버전이 섞여 있다. 미국 시장의 좌핸들 버전의 경우, 일본 시장의 발매판과 달리 변속기가 5단이거나 SAYC가 빠져있다거나 하는 점도 있지만, 오히려 그 점이 정비의 이점과 "좀 더 랜서 에볼루션의 본래 성질을 느끼기 좋다" 등의 이유로 선호받는 점도 있다.

### 대우차판매의 정식 수입[5]
2008년 9월 미쓰비시차가 수입되면서 랜서 에볼루션이 명시적으로 기사에 인용되어 관심을 끌고 있다. 350만엔대인 랜서 에볼루션이 다른 수입회사들과 비슷한 수준에서 들어올경우 4천만 원대에 이르러, 비공식 수입가의 절반 수준으로 낮아져 가격적인 매력을 가지기 때문이다.
미쓰비시 자동차의 국내 공식 수입사인 MMSK 주식회사(http://www.mmsk.co.kr) 2008년 9월 22일 대한민국 공식 판매를 시작했다. 그러나 내비게이션을 제외한 거의 모든 사양이 포함된 풀 옵션 사양을 들여오면서, 예상을 벗어난 6,200만 원의 높은 가격에 출시됐다. 초기에는 계약이 몰리면서 높은 가격에도 불구하고 판매 호조가 예상되었으나, 이내 거품이 꺼지면서 극악의 판매량을 기록하기 시작했다. 이러한 판매 부진에 엔고 현상이라는 악재까지 겹쳐 가격이 6,620만 원까지 높아졌다가 2010년 10월에 5,950만 원까지 낮아졌다. 그러나 MMSK가 심각한 판매 부진으로 기업 청산 절차에 들어가면서 결국 대한민국 공식 수입이 중단되었다.
2012년에 한진그룹 계열의 CXC 모터스가 딜러권을 이어받으며 판매를 재개했지만, 미쓰비시의 대한민국 내 판매 부진으로 CXC가 딜러권을 포기하기로 결정하면서 2013년 대한민국 판매가 다시 중단되었다.

## 랜서 에볼루션의 활동

### 자동차 경주

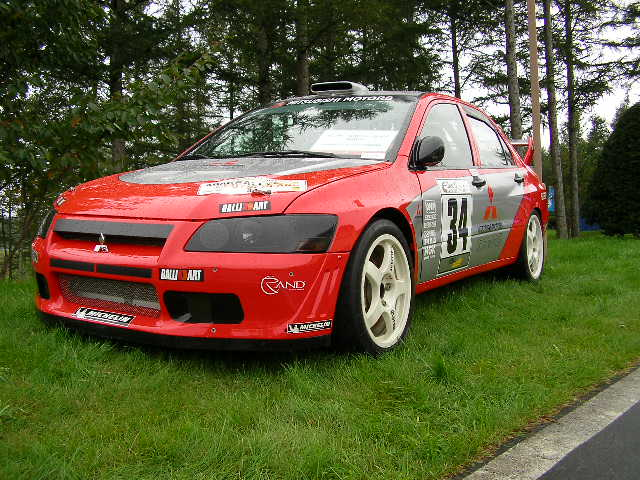
랜서 에볼루션 WRC2

랜서 에볼루션은 처음부터 자동차 경주를 목표로 제작되었다. 갤런트 VR-4가 월드 랠리 챔피언십에서 차체가 커져 출전이 곤란해지자, 갤런트 VR-4 의 엔진과 구동계통을 미쓰비시 랜서에 이식해 만들어 WRC에 참전 시키기 위해 태어난 차다.
1993년부터 WRC에 투입된 랜서 에볼루션은 처음에는 고전을 거듭했지만, 매년 거듭된 모델 개선으로 상급의 주행 성능을 확보한다. 1995년 스웨덴 랠리에서 랜서 에볼루션 II로 첫 우승을 차지하고, 1996년부터 랜서 에볼루션 III로 독자적인 액티브 디퍼런셜과 운전선수 톰미 매키넨의 힘으로 마침내 운전자 부문에서 우승한다. 이후 시퀀셜 변속기(sequential shift)가 도입된 랜서 에볼루션 IV, WR카에 대비해 차의 넓이를 넓힌 랜서 에볼루션 V, 랜서 에볼루션 V의 개량형인 랜서 에볼루션 VI 등을 통해 1996년부터 1999년까지 운전자 부문 4회 우승을 달성했다. 1998년에는 톰미 매키넨과 리처드 번즈(Richard Burns)이라는 두 대표 선수에 힘입어 제작사 부문 우승과, 그룹 N에서도 우승하여 WRC 대회를 완전 제패했다.
그룹 A에서의 영광도 다한 채, 2000년은 제작사 부문 4위, 운전자 부문 5위에 머무르고, 2001년은 반 WR의 랜서 에볼루션 VI가 몬테카를로 랠리에서 우승했다. 이후 시즌 중에 랜서 에볼루션 WRC라는 WR카로 넘어가지만, 제작사 부문과 운전자 부문에서 모두 3위로 머무른다.
2002년 시즌에는 WRC2를 투입하지만, 다른 제작사들의 해치백 WR카에 전혀 대비하지 못해 시상대에 오르지도 못한 채 2003년을 쉬게 된다.

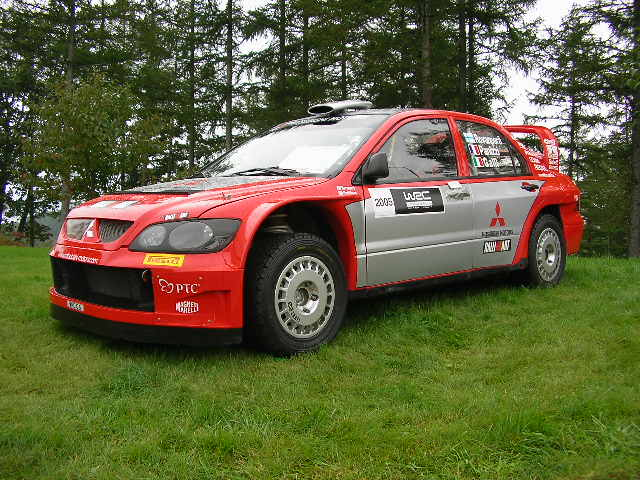
랜서 에볼루션 WRC4

2004년, 랜서 WRC04로 다시 WRC에 출전했지만, 독일 랠리에서 2004년도의 활동을 접는다.
2005년에는 다시 WRC05를 투입, G.파닛치가 몬테카를로에서 3위, H. 로반페라가 오스트레일리아에서 2위에 오르는 저력을 보여주었다. 그러나. 2005년 12월 미쓰비시 WRC 활동 중지를 발표했다. 리콜 은폐 등에 의해 실적이 악화된 본사의 경영을 우선하기 위해서라는 이유를 걸었으며, 2008년 이후에나 복귀 할 것이라는 전망이 있다.
하지만, 순정에서 개조의 폭이 크지 않은 PCWRC에서는 4륜구동에 2리터 터보차저를 탑재한 모델로서 스바루 임프레자 WRX STi와 함께 좋은 성적을 내고 있으며, 랠리 경주의 사전답사차량으로 다른 제작사 팀에게도 자주 이용되고 있다.
일본에서는 슈퍼 내구 시리즈라고 하는 4시간 연속 주행에서 그룹 N에 준하는 튜닝 폭에서 ACD, SAYC, ABS 등을 장착한 채로 참가하고 있다. AYC에서는 내구성이 의심됐지만 SAYC에서는 운전자의 피로 경감, 우천 시 트랙션, 언더스티어 대응장치 등을 장착하고 있다. 부스트를 타임 어택시에 2.3, 본 주행에서는 1.7까지 올리는 방식으로 출력을 제어하고 있다.
또한 랜서 에볼루션 웨건이 2006년 제 3전 토카치 24시간 레이스에 참전해 클래스 5위를 보여줬으며, 검은색 랠리아트 사양의 랜서 에볼루션 웨건이 선도차(pace car)로 등장했다.
일본 자동차 연맹(JAF)에서 주최하는 전일본 짐카나 선수권이나 전일본 더트 트라이얼 등에서도 80~90퍼센트가 랜서 에볼루션으로 참가해 랜서 에볼루션의 인기를 보여주고 있다.
대한민국에서는 용인의 타임 트라이얼 등에서 랜서 에볼루션이 출전하곤 한다.

### 튜닝
랜서 에볼루션은 스바루 임프레자 STi, 닛산 스카이라인 GT-R처럼 제조사 튜닝이 어느 정도 된 차로서 튜닝계에서도 평판이 좋다.
경량이면서 작고, 고출력의 사륜구동의 조합이 좋아 기술 코스를 중심으로 좋은 성적을 내고 있다. 츠쿠바 경주로에서는 HKS, 사이버에보, JUN, 오토메카닉에서 작업한 랜서 에볼루션 튜닝 머신이 역대 랩타임을 가지고 있다. 또한 고출력 사륜구동으로 드래그 자동차 경주에도 사용되고 있다.
그러나 전면 좌우의 동력전달축(driveshaft)의 길이가 달라 출발 직후에 토크스티어 현상이 발생해 다소 위험하고, ACD와 SAYC 탑재 모델의 경우 차동장치의 내구성에 치명적인 영향을 미치는 경우가 있다고 한다.
또 다른 약점으로, 유온과 수온이 잘 오르는 경향이 있지만, 현재는 사외품 수준의 용량을 가지고 있고, 번호판 비껴달기 등이 효과가 있어 38도의 열기에서도 40분간의 주행을 견디는 데 지장이 없다고 알려져 있다.

### 임프레자
랜서 에볼루션을 언급하면 꼭 나오는 존재가 스바루의 임프레자이다. 레가시의 구동계와 엔진을 탑재한 임프레자 WRX STi는 갤런트를 계승한 랜서 에볼루션과 탄생 과정이 같고, 등장 시기나 차체 크기도 엇비슷하고, WRC 라는 목적도 같아 숙명의 라이벌로 여겨지고 있다. 매년 거듭되는 개량은 WRC의 그룹 A의 기본 차량으로서의 진화도 있지만 서로가 눈 앞의 명확한 목표로 있어, 결과적으로 두 모델은 지속적으로 진화를 거듭왔다. 두 모델은 이미 독자적인 영역에 올라와 있지만, 거기에서 만족하지 않고 오늘도 승부를 계속하고 있다.

### 만화, 애니메이션, 드라마, 영화 등
- 썬더볼트 3기 등장
- 초속변형 자이로제타
- 이니셜 D : 원작 만화에서 3 - 7기형이 등장하며, 이 영향으로 파생상품인 게임에서도 3 - 10기형 (8기형 제외)이 등장한다.
- 완간 미드나이트 : 5, 6기형이 작품에 등장한다.
- 아따맘마 : 랜서 에볼루션과 토요타 AE86이 잠깐 등장하는 컷이 있다.
- 전차남 : 드라마에서 사쿠라이 카즈야(桜井和也)의 애차로 랜서 에볼루션 3기와 9기가 등장하고, RC카로 6 TME가 나온다.
- 라스트 스퍼트 : 3기형이 출연.
- Who am I? : 4기형이 출연.
- TAXI 2 (택시 2) : 일본의 야쿠자들이 타는 차로 랜서 에볼루션 6이 등장.
- 분노의 질주 2 : 주인공의 차로 랜서 에볼루션 7이 등장.
- 패스트 & 퓨리어스: 도쿄 드리프트 (분노의 질주 3) : 주인공의 차로 랜서 에볼루션 9이 등장. (에어로파츠가 바뀐 8기형이라는 의견도 있다.)

그 외에도 그란 투리스모 시리즈, 포르자 시리즈, 니드 포 스피드 시리즈, 프로텍트 카스 등 많은 게임에도 등장한다.

## 기타
- 레고 스피드 챔피언에서 2025년 하반기에 출시될 제품으로 알려졌으나, 리스트에 없는 것을 보아 가짜로 밝혀졌다. (그 대신 분노의 질주 사양인 S2000을 출시할 예정이라고 한다.)